# Sheraton Huzhou Hot Spring Resort
Sheraton Huzhou Hot Spring Resort (in cinese 浙江 湖州 喜来登 温泉 度假 酒店) è un hotel di lusso situato a Huzhou, in Cina. È anche noto come "Horseshoe Hotel" e "Donut Hotel" a causa della sua forma geometrica.
L'hotel ha una forma a "ferro di cavallo", con una struttura di 27 piani e si trova sul lago Tai tra Nanjing e Shanghai. Il resort è classificato come hotel a 4,5 stelle, dispone di 321 camere, 37 appartamenti, 40 suite, una suite presidenziale, un parcheggio, un centro fitness e benessere, quattro ristoranti, una caffetteria, una piscina per bambini e camere con terrazza. Il design dell'edificio è stato concepito dall'architetto Yansong Mae ed è stato costruito dal gruppo di Shanghai Feizhou.